# Нервная трофика
Нервная трофика (от греч. trophe – пища, питание) — воздействие нервов на ткань, которое изменяет обмен веществ в ткани в соответствии с текущими потребностями.
Впервые доказательства влияния нервов на трофику тканей получил Мажанди в 1824 году во время экспериментов по перерезанию тройничного нерва у кроликов, в результате которых были выявлены язвы в зоне чувствительной денервации (область глаз и губ).
Трофические расстройства развиваются в органе, в котором была нарушена иннервация вмешательством на нервах (афферентных, эфферентных, вегетативных) или нервных центрах.